# Антон Торньов
Антон Младенов Торньо̀в е български архитект, сред пионерите на националноромантичното течение в българската следосвобожденска архитектура.

## Биография
Роден е на 7 май 1868 г. в Лом. През 1895 г. завършва архитектура в Щутгарт. От 1896 до 1900 г. сътрудничи на архитект Фридрих Грюнангер. През 1900 – 1905 г. работи в Русе и Силистра, а от 1915 до 1942 г. е архитект на частна практика. Умира на 13 юни 1942 г.

## Творчество
В своите проекти използва елементи и форми от българското архитектурно наследство. По негова инициатива се създава специално звено, което проучва местните архитектурни традиции и форми. То действа към Министерство на обществените сгради, пътищата и благоустройството. Автор е на проектите и ръководи строежите на църквите „Свети Николай Софийски“ и „Света Параскева“ в София, църквата „Св. Мина“ в Кюстендил, къщата на д-р Александър Радев и редица жилищни сгради.
Антон Торньов е бил блестящ публицист и критик. Когато Софийският владика дошел да види завършената  церква,не скрил раздразнението си: «Кажете на арх.Торньов, че не е направил церква, а театр!»Творецът моментально реагирал:«Кажете на дядо владика,че за такъв актьор като него и този театър е малък!»

## Отличия
- През 1905 г. е отличен от белгийското правителство за проекта му за българския павилион на Международното изложение в Лиеж.[1]

## Памет
На архитект Антон Торньов е наречена улица в квартал „Симеоново“ в София (Карта).

## Галерия
- Църква „Света Параскева“, София
- Църква „Свети Николай Софийски“, София
- Църква „Свети Великомъченик Мина“, Кюстендил
- Къща на Шойлекови, ул. „Бистрица“ 5, София